# بنكسينة
بانكسينة (الاسم العلمي: Banksiinae) هي عمارة نباتية تتبع فصيلة البروطية من رتبة البروطيات.

## أجناس
- بانكسيا